# Ulinella corticicolor
Ulinella corticicolor är en fjärilsart som beskrevs av Aurivillius 1905. Ulinella corticicolor ingår i släktet Ulinella och familjen tandspinnare. Inga underarter finns listade i Catalogue of Life.